# (131697) 2001 XH255
2001 أكس إتش 255 (ويعرف أيضًا باسم (131697) 2001 أكس إتش 255 وفق تسمية الكوكب الصغير) (بالإنجليزية: 2001 XH255)‏ هو كويكب ضمن حزام الكويكبات؛ وترتيبه 131697 من حيث الاكتشاف.
اكتُشف هذا الجُرم الفلكي بواسطة سكوت شيبارد في 11 ديسمبر 2001.

## وصلات خارجية
- (131697) 2001 XH255 في قاعدة بيانات مختبر الدفع النفاث لأجرام النظام الشمسي الصغيرة

- الاكتشاف · مخطط المدار ·  العناصر المدارية · المعلمات المادية

- (131697) 2001 XH255 على موقع ويكي سكاي: DSS2, SDSS, GALEX, IRAS, Hydrogen α, X-Ray, Astrophoto, Sky Map, Articles and images